# Val de Bagnes VS
| VS ist das Kürzel für den Kanton Wallis in der Schweiz. Es wird verwendet, um Verwechslungen mit anderen Einträgen des Namens Val de Bagnes zu vermeiden. |

Val de Bagnes ist eine politische Gemeinde des Bezirks Entremont des Kantons Wallis in der Schweiz. Der Hauptort der Gemeinde ist Le Châble. Zur Gemeinde gehört auch der Wintersportort Verbier.

## Geographie
Val de Bagnes ist mit 301,91 km² die flächenmässig grösste Gemeinde im Kanton Wallis und eine der grössten Gemeinden der Schweiz.
Das Gemeindegebiet nimmt den grössten Teil des Val de Bagnes ein. Durch dieses Tal fliesst die Dranse de Bagnes, die den Stausee Lac de Mauvoisin entwässert. Zum Gemeindegebiet gehören mit Chemin-Dessus und Vens (Sembrancher) auch zwei Orte, die geografisch ausserhalb des Val de Bagnes liegen.
Die Gemeinde besteht aus insgesamt 26 Dörfern und Weilern: Bonatchiesse, Bruson, Champsec, Chemin-Dessus, Le Châble, Le Cotterg, Cries (Vollèges), Etiez, Le Fregnoley, Fionnay, Fontenelle, Levron, Lourtier, Mayens-de-Bruson, Mauvoisin, Médières, Montagnier, Les Places, Prarreyer, Le Sapey, Sarreyer, Vens, Verbier, Versegères, Villette und Vollèges.
Die Gemeinde grenzt an die italienischen Gemeinden Bionaz und Ollomont und Bourg-Saint-Pierre, Liddes, Orsières, Sembrancher, Bovernier, Martigny, Saxon, Riddes, Nendaz, Hérémence und Evolène in der Schweiz.

## Geschichte
Am 1. Januar 2021 entstand die Gemeinde Val de Bagnes durch die Fusion der ehemaligen politischen Gemeinden Bagnes und Vollèges.
→ siehe Abschnitt Geschichte im Artikel Bagnes

→ siehe Abschnitt Geschichte im Artikel Vollèges

→ siehe Abschnitt Geschichte im Artikel Val de Bagnes

## Bevölkerung
| Jahr | Bagnes | Vollèges | Total |
| 1850 | 4278   | 869      | 5147  |
| 1900 | 4127   | 910      | 5037  |
| 1950 | 3609   | 993      | 4602  |
| 1980 | 4652   | 1024     | 5676  |
| 1990 | 5107   | 1206     | 6313  |
| 2000 | 6536   | 1309     | 7845  |
| 2010 | 7726   | 1631     | 9357  |
| 2012 | 7834   | 1740     | 9574  |
| 2014 | 8079   | 1825     | 9904  |
| 2016 | 8073   | 1942     | 10015 |
| 2018 | 8096   | 2018     | 10114 |
| 2020 | 8245   | 2084     | 10329 |

| Bevölkerungszahl der grösseren Dörfer (Stand: 31.07.2020) und der Regionen (gerundet) | Bevölkerungszahl der grösseren Dörfer (Stand: 31.07.2020) und der Regionen (gerundet) | Bevölkerungszahl der grösseren Dörfer (Stand: 31.07.2020) und der Regionen (gerundet) | Bevölkerungszahl der grösseren Dörfer (Stand: 31.07.2020) und der Regionen (gerundet) | Bevölkerungszahl der grösseren Dörfer (Stand: 31.07.2020) und der Regionen (gerundet) |
| ------------------------------------------------------------------------------------- | ------------------------------------------------------------------------------------- | ------------------------------------------------------------------------------------- | ------------------------------------------------------------------------------------- | ------------------------------------------------------------------------------------- |
| PLZ                                                                                   | Dorf                                                                                  |                                                                                       | Region                                                                                |                                                                                       |
| 1927                                                                                  | Chemin-Dessus                                                                         | 197                                                                                   | Mont Chemin                                                                           | 280                                                                                   |
| 1933                                                                                  | Vens                                                                                  | 84                                                                                    | Mont Chemin                                                                           | 280                                                                                   |
| 1941                                                                                  | Vollèges                                                                              | 1405                                                                                  | Vollèges (inkl. Etiez und Cries)                                                      | 1800                                                                                  |
| 1942                                                                                  | Levron                                                                                | 389                                                                                   | Vollèges (inkl. Etiez und Cries)                                                      | 1800                                                                                  |
| 1934                                                                                  | Le Châble                                                                             | 560                                                                                   | Le Châble (inkl. Fontenelle)                                                          | 2400                                                                                  |
| 1934                                                                                  | Le Cotterg                                                                            | 304                                                                                   | Le Châble (inkl. Fontenelle)                                                          | 2400                                                                                  |
| 1934                                                                                  | Montagnier                                                                            | 608                                                                                   | Le Châble (inkl. Fontenelle)                                                          | 2400                                                                                  |
| 1934                                                                                  | Vilette                                                                               | 841                                                                                   | Le Châble (inkl. Fontenelle)                                                          | 2400                                                                                  |
| 1934                                                                                  | Bruson                                                                                | 622                                                                                   | Bruson (inkl. Le Sapey und Mayens-de-Bruson)                                          | 650                                                                                   |
| 1936                                                                                  | Verbier                                                                               | 2901                                                                                  | Verbier                                                                               | 3150                                                                                  |
| 1936                                                                                  | Médières                                                                              | 226                                                                                   | Verbier                                                                               | 3150                                                                                  |
| 1947                                                                                  | Versegères                                                                            | 427                                                                                   | Versegères (inkl. Les Places und Le Fregnoley)                                        | 1300                                                                                  |
| 1947                                                                                  | Prarreyer                                                                             | 414                                                                                   | Versegères (inkl. Les Places und Le Fregnoley)                                        | 1300                                                                                  |
| 1947                                                                                  | Champsec                                                                              | 401                                                                                   | Versegères (inkl. Les Places und Le Fregnoley)                                        | 1300                                                                                  |
| 1948                                                                                  | Lourtier                                                                              | 387                                                                                   | Oberes Val de Bagnes (inkl. Bonatchiesse, Mauvoisin)                                  | 650                                                                                   |
| 1948                                                                                  | Sarreyer                                                                              | 232                                                                                   | Oberes Val de Bagnes (inkl. Bonatchiesse, Mauvoisin)                                  | 650                                                                                   |
| 1948                                                                                  | Fionnay                                                                               | 30                                                                                    | Oberes Val de Bagnes (inkl. Bonatchiesse, Mauvoisin)                                  | 650                                                                                   |

## Politik
- EA: 8
- CVP: 31
- FDP: 21

Die ersten Wahlen als gemeinsame Gemeinde fanden im Vorfeld der Fusion am 18. Oktober 2020 statt.

### Gemeinderat
Die Exekutive von Val de Bagnes, der Conseil municipal, besteht aus neun Mitgliedern. Die parteipolitische Zusammensetzung für die Legislaturperiode 2021–2024 ist folgendermassen: FDP 4, CVP 4, EA (Entremont Autrement) 1. Gemeindepräsident ist Christiophe Maret (FDP).

### Gemeindeparlament
Das Gemeindeparlament, der Conseil général, besteht aus 60 Mitgliedern. Folgende Parteien sind vertreten: CVP 31, FDP 21, EA (Entremont Autrement) 8.

### Gemeindewappen
Das neue Gemeindewappen hat die Tanne und die beiden Sterne aus dem alten Gemeindewappen von Vollèges in das alte Gemeindewappen von Bagnes mit den beiden Badenden integriert.

## Persönlichkeiten
- André Perraudin (1914–2003), Schweizer Ordensgeistlicher und römisch-katholischer Erzbischof, geboren in Bagnes
- Roland Collombin (* 1951), Schweizer Skirennfahrer, geboren in Bagnes
- Philippe Roux (* 1952), Schweizer Skirennfahrer, geboren in Verbier
- William Besse (* 1968), Schweizer Skirennfahrer, geboren in Bruson